# Il était une fois un meurtre
Pour plus de détails, voir Fiche technique et Distribution.
Il était une fois un meurtre (Das letzte Schweigen) est un film allemand réalisé par Baran bo Odar, sorti en 2010.

## Synopsis
Lors de l'été 1986, une jeune fille est retrouvée morte après son agression dans un champ par un pédophile, Peer Sommer, sous les yeux d'un ami de celui-ci, Timo Friedrich, resté totalement spectateur de cette tragédie qui ne sera jamais élucidée. Vingt-trois années passent, et une adolescente est à nouveau portée disparue, sa bicyclette étant découverte à l'endroit exact où avait été perpétré le précédent meurtre. Pour les enquêteurs, cela ne fait guère de doute : c'est le même tueur qui a frappé, vingt-trois ans après. Devenu un père de famille comme les autres, Timo Friedrich apprend cette nouvelle avec effroi. Les sombres secrets de son passé le rattrapent et le plongent alors vers une lente descente aux enfers.

## Fiche technique
- Titre : Il était une fois un meurtre
- Titre original : Das letzte Schweigen
- Titre anglais : The Silence
- Réalisation : Baran bo Odar
- Scénario : Baran bo Odar, d'après le roman Le Silence de Jan Costin Wagner
- Production : Frank Evers, Maren Lüthje, Florian Schneider et Jörg Schulze
- Directeur de la photographie : Nikolaus Summerer
- Musique : Michael Kamm et Kris Steininger
- Pays d'origine : Allemagne
- Format : Couleurs
- Genre : Drame et thriller
- Durée : 118 minutes
- Dates de sortie :
  - 1er juillet 2010 en Allemagne
  - 27 avril 2011 en France
  - 8 mars 2013 aux USA

## Distribution
- Ulrich Thomsen : Peer Sommer
- Wotan Wilke Möhring : Timo Friedrich
- Sebastian Blomberg : David Jahn
- Katrin Saß : Elena Lange
- Burghart Klaußner : Krischan Mittich
- Karoline Eichhorn : Ruth Weghamm
- Roeland Wiesnekker : Karl Weghamm
- Jule Böwe : Jana Gläser
- Oliver Stokowski : Matthias Grimmer
- Claudia Michelsen : Julia Friedrich
- Amon Robert Wendel : Malte
- Kara McSorley : Laura
- Anna Lena Klenke : Sinikka
- Helene Luise Doppler : Pia
- Eric Bouwer : Azubi Polizei
- Johann Jürgens : Georg
- Liane Düsterhöft : Nachbarin
- Hildegard Schroedter : Maria
- Hilmar Eichhorn : Tobias
- Michael Dorn : Sascha
- Michaela Hanser : Margot

## Distinctions
- Festival international du film policier de Beaune 2011 : Prix du jury ex aequo (avec Bullhead)[1]